# Zdobycie Elatei
Zdobycie Elatei – starcie zbrojne, które miało miejsce w roku 198 p.n.e.
Po nieudanej próbie zdobycia Koryntu konsul Tytus Kwinkcjusz Flamininus wyruszył ze swoim wojskiem pod Elateję, oblegając miasto. Rzymianie atakowali miasto przy pomocy taranów, obalając część murów. W chwili gdy część wojsk rzymskich zajęta była walką z załogą macedońską w miejscu, w którym zburzono mury, reszta legionistów wdrapywała się po drabinach na mury ze wszystkich stron. Zaskoczeni obrońcy macedońscy i mieszkańcy miasta schronili się na Akropolu, jednak wkrótce poddali się uzyskując od Flimininusa gwarancję swobodnego odejścia. Po wejściu do Elateji Rzymianie splądrowali miasto, po czym zajęli zimowe kwatery w Fokidzie i Lokrydzie. 

## Literatura
- Krzysztof Kęciek: Kynoskefalaj 197 p.n.e., wyd. Bellona. Warszawa 2002.